# Felipe de Marichalar y Borbón
Don Felipe de Marichalar y Borbón, właśc. Felipe Juan Froilán de Todos los Santos Marichalar y Borbón (ur. 17 lipca 1998) – syn Heleny, księżnej de Lugo (ur. 1963) i Jaime de Marichalar y Sáénz de Tejada (ur. 1963), pierwszy wnuk króla Jana Karola I (ur. 1938) i królowej Sofii (ur. 1938).
Imię Felipe otrzymał po wuju, Filipie, księciu Asturii (ur. 1968), Juan otrzymał po pradziadku, hrabim Barcelony – Janie (1913–1993, a imię Froilán (Florian) – na cześć patrona Lugo (matka Felipe nosi tytuł księżnej Lugo). Przysługuje mu zwrot Jego Ekscelencja.

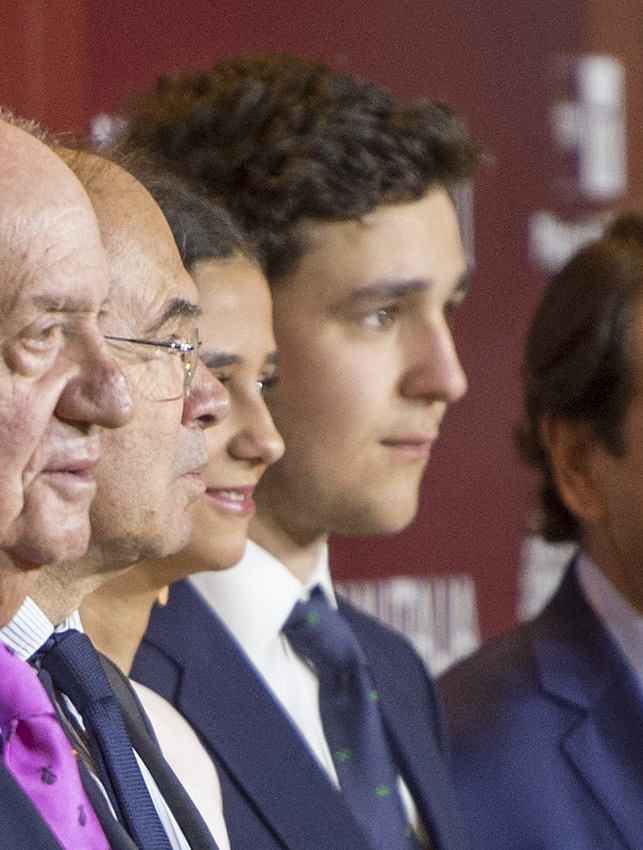

Jego rodzicami chrzestnymi zostali jego dziadek od strony matki – król Jan Karol i jego babka od strony ojca - Doña Concepción Sáez de Tejada (hrabina Viola de Ripalda). Felipe jest czwarty w kolejności do tronu Hiszpanii, za matką, ale przed młodszą siostrą Victorią Federicą (ur. 2000). Aby odróżnić go od króla Hiszpanii, prasa nazywa Felipe Froilánem, ale rodzina używa jego pierwszego imienia.